# Kap Petersen
Das Kap Petersen ist ein rundes und vereistes Kap an der Nordküste der Thurston-Insel vor der Eights-Küste des westantarktischen Ellsworthlands. Es liegt rund 29 km ostnordöstlich des Kap Flying Fish.
Eine erste Positionsbestimmung des Kaps erfolgte anhand von Luftaufnahmen der United States Navy vom Dezember 1946 während der Operation Highjump (1946–1947). Das Advisory Committee on Antarctic Names benannte es 1960 nach Carl Oskar Petersen (1891–1941), Funkingenieur bei der ersten (1928–1930) und zweiten Antarktisexpedition (1933–1935) des US-amerikanischen Polarforschers Richard Evelyn Byrd.